# Jean-Paul Bertrand-Demanes
Jean-Paul Bertrand-Demanes (Casablanca, 13 mei 1952) is een voormalig Franse voetbaldoelman die zijn gehele carrière voor FC Nantes gespeeld heeft. Hij werd viermaal landskampioen (1973, 1977, 1980, 1983) en won eenmaal de Coupe de France (1979).

## Interlandcarrière
Bertrand-Demanes speelde tussen 1973 en 1978 elf interlands voor de Franse nationale ploeg. Hij zat in de selectie die aan het WK 1978 deelnam. Hij maakte zijn debuut voor Les Bleus op 21 november 1973 in de vriendschappelijke thuiswedstrijd tegen Denemarken.

## Erelijst
FC Nantes
- Ligue 1

1973, 1977, 1980, 1983
- Coupe de France

1979